# Findel (Luksemburg)
Findel – wieś (Uertschaft) w środkowym Luksemburgu, w kantonie Luksemburg, w gminie Sandweiler. Do 3 października 2015 miejscowość leżała w dystrykcie Luksemburg. Liczy 84 mieszkańców (1 stycznia 2023). 

## Transport
We wsi leży część portu lotniczego Luksemburg.